# Reeswinkel
Reeswinkel ist ein größerer Ortsteil in Schalksmühle im Märkischen Kreis im Regierungsbezirk Arnsberg in Nordrhein-Westfalen (Deutschland). 
Er besteht aus den Wohnplätzen Oberreeswinkel ⊙, Mittelreeswinkel ⊙ und Niederreeswinkel ⊙.

## Lage und Beschreibung
Reeswinkel liegt nordwestlich des Ortskerns auf der Hochfläche zwischen dem Glörtal, dem Hälvertal und dem Volmetal. Nachbarorte sind neben dem Kernort Auf dem Mühlenfeld, Asenbach, Mathagen, Mollsiepen, Löh, Am Neuenhaus, Glör, Am Hagen, Ölken und Dahlerbrück.
Mittelreeswinkel ist als Hof noch heute von den anderen Ortsteilen räumlich durch Agrarflächen getrennt, ebenso Oberreeswinkel. Aus dem Hof Niederreeswinkel hat sich im Laufe der Zeit ein größeres Wohngebiet mit dichter Bebauung entwickelt, das durch die Straßen Reeswinkeler Weg und Unterm Ried erschlossen ist.

## Geschichte
Oberreeswinkel wurde erstmals im Jahr 1592 urkundlich erwähnt, die Entstehungszeit der Siedlung wird aber für den Zeitraum zwischen 693 und 750 in der Zeit der zweiten sächsischen Landnahme vermutet. Somit wäre Oberreeswinkel eine der frühen Siedlungen in Halver und Schalksmühle. Der Ort ist ein Abspliss von Rotthausen.
Mittelreeswinkel wurde erstmals im Jahr 1592 urkundlich erwähnt, die Entstehungszeit der Siedlung wird aber im Zeitraum zwischen 1300 und 1400 in der Folge der zweiten mittelalterlichen Rodungsperiode vermutet. Der Ort ist ein Abspliss von Oberreeswinkel.
Niederreeswinkel, auch Unterste Reeswinkel genannt, wurde erstmals 1705 als Unterste Reeswinkel urkundlich erwähnt und wurde vermutlich zwischen 1600 und 1700 gegründet. Der Ort ist ebenfalls ein Abspliss von Oberreeswinkel.
1818 lebten 29 Einwohner in den drei Reeswinkeler Wohnplätzen. Laut der Ortschafts- und Entfernungs-Tabelle des Regierungs-Bezirks Arnsberg wurde der Ort als Hof kategorisiert und besaß 1838 eine Einwohnerzahl von 74, allesamt evangelischen Glaubens. Der Ort gehörte zu dieser Zeit der Glörfelder Bauerschaft innerhalb des Kirchspiels und der Bürgermeisterei Halver an und besaß zwölf Wohnhäuser, eine Fabrikationsstätte bzw. Mühle und drei landwirtschaftliche Gebäude.
Die drei Reeswinkeler Wohnplätze sind auf der Preußischen Uraufnahme von 1840 als Reeswinkel verzeichnet. Ab der Preußischen Neuaufnahme von 1892 sind die Orte auf Messtischblättern der TK25 zunächst zusammen als Reeswinkel verzeichnet, ab der Ausgabe 1921 sind Ober-, Mittel- und Niederreeswinkel bzw. Unterste Reeswinkel getrennt beschriftet.
Die Gemeinde- und Gutbezirksstatistik der Provinz Westfalen führt 1871 den Ort als Colonie mit zehn Wohnhäusern und 98 Einwohnern auf. Das Gemeindelexikon für die Provinz Westfalen von 1887 gibt für den Ort eine Zahl von 118 Einwohnern an, die in 15 Wohnhäusern lebten. 1895 besaß der Ort 22 Wohnhäuser mit 203 Einwohnern und gehörte kirchlich zum evangelischen Kirchspiel Schalksmühle, 1905 werden für Ober-, Mittel- und Niederreeswinkel 26 Wohnhäuser und 288 Einwohner angegeben.
Am 1. Oktober 1912 wurde der Bereich um den Ort aus der Gemeinde Halver ausgegliedert und der neu gegründeten Gemeinde Schalksmühle zugewiesen.
Mitte des 20. Jahrhunderts wurde bei Niederreeswinkel ein Sportplatz angelegt, der in den 1970er Jahren dem expandierenden Siedlungsbau weichen musste. Auch die ursprünglichen Hofgebäude von Niederreeswinkel im Scheitel einer Kurve des Niederreeswinkeler Wegs wurden durch Neubauten ersetzt.